# Bugey

Wapen van Bugey

Bugey (Frans: le Bugey) is een historische regio in het departement Ain, Frankrijk. Het ligt in een bocht van de Rhône in het zuidoosten van het departement. De hoofdstad was Belley.
Bugey hoorde tot 1601 bij het hertogdom Savoye toen het door het verdrag van Lyon naar Frankrijk overging.
Als landstreek wordt Bugey opgedeeld in Haut-Bugey (rond Nantua), Bas-Bugey (rond Belley) en daartussen Valromey.